# Control-AS
Control-AS (en ruso: Контроль-АС, Menthol anti-dog, en ruso: Aнтидог с ментолом) es un arma de autodefensa a gas y marca registrada de Tyumen Aerosol Factory. La marca se registró en 2019, el mismo año en que la fábrica comenzó a producir armas defensivas de gas.
En 2020, Tyumen Aerosols se convirtió en el ganador del concurso de toda Rusia "Exportador del año", y obtuvo el orgulloso segundo lugar en la "Nominación del año".